# Polytrichum hyperboreum
Polytrichum hyperboreum là một loài Rêu trong họ Polytrichaceae. Loài này được R. Br. miêu tả khoa học đầu tiên năm 1823.